# Liste der Stolpersteine in Aalen
Die Liste der Stolpersteine in Aalen enthält alle 20 Stolpersteine und eine Stolperschwelle, die im Rahmen des gleichnamigen Projekts von Gunter Demnig an insgesamt drei Terminen in Aalen verlegt wurden. Die ersten Verlegungen wurden am 21. Februar 2018 vorgenommen. Im Juli 2019 wurden weitere acht Stolpersteine gesetzt. Die bislang letzten Verlegungen fanden im Oktober 2021 im Stadtbezirk Wasseralfingen statt.

## Stolpersteine in Aalen
Zu den Familien Heilbronn und Pappenheimer, Johannes Schneider, Karolina Fürst, Karl Schiele, Fanny Kahn, Norbert Tugendhat und Adam Michael Vogt liegt eine Opferbiographie vor.
| Stolperstein | Inschrift | Verlegeort                              | Name, Leben |
| ------------ | --- | --------------------------------------- | --- |
|              | HIER WOHNTE MARIA THERESIA ANGSTENBERGER JG. 1927 1943 VERHÖRT VON GESTAPO 'VERBOTENER UMGANG' HOTEL SILBER STUTTGART 1944 RAVENSBRÜCK UCKERMARK ERMORDET 13.6.1944 | Pfahlstraße 2 (Treppach) (Lage)         | Maria Theresia Angstenberger (1927–1944) |
|              | GÜNTER ANGSTENBERGER GEB. 21.12.1943 GETRENNT VON DEN ELTERN MANGELVERSORGUNG TOT 12.4.1944 KINDERHEIM ELLWANGEN                                                    | Pfahlstraße 2 (Treppach) (Lage)         | Günter Angstenberger (1943–1944) |
|              | HIER WOHNTE / ARBEITETE BOGUSLAW DRAZEK JG. 1920 POLEN 1942 ZWANGSARBEITER VERHAFTET 1944 'VERBOTENER UMGANG' WEITERES SCHICKSAL UNBEKANNT                          | Pfahlstraße 2 (Treppach) (Lage)         | Boguslaw Drazek (1920–) |
|              | HIER WOHNTE KAROLINA FÜRST JG. 1901 EINGEWIESEN 1924 HEILANSTALT SCHUSSENRIED 'VERLEGT' 7.6.1940 GRAFENECK ERMORDET 7.6.1940 'AKTION T4'                            | Dewanger Straße 36 (Lage)               | Karolina Fürst (1901–1940) |
|              | HIER WOHNTE UND ARBEITETE EDUARD HEILBRON JG. 1874 UNFREIWILLIG VERZOGEN WIESBADEN VOR DEPORTATION HERZINFARKT TOT 30.8.1942 'AKTION T4'                            | Bahnhofstraße 18 (Lage)                 | Eduard Heilbron (1874–1942) |
|              | HIER WOHNTE UND ARBEITETE FRIEDA HEILBRON GEB. STERN JG. 1870 UNFREIWILLIG VERZOGEN WIESBADEN DEPORTIERT 1942 THERESIENSTADT ERMORDET 29.9.1942 TREBLINKA           | Bahnhofstraße 18 (Lage)                 | Frieda Heilbron, geb. Stern (1870–1942) |
|              | HIER WOHNTE WILHELM HEILBRON JG. 1904 EINGEWIESEN 1921 HEILANSTALT STETTEN 'VERLEGT' 10.9.1940 GRAFENECK ERMORDET 10.9.1940 'AKTION T4'                             | Bahnhofstraße 18 (Lage)                 | Wilhelm Heilbron (1904–1940) |
|              | HIER WOHNTE FANNY KAHN GEB. KAHN JG. 1871 ZWANGSUMGESIEDELT 1941 OBERDORF DEPORTIERT 1942 THERESIENSTADT ERMORDET 1942 TREBLINKA                                    | Oesterleinstraße 10 (Lage)              | Fanny Kahn (1871–) |
|              | HIER ARBEITETE HEINZ PAPPENHEIMER JG. 1900 GESCHÄFT 'ARISIERT' 'SCHUTZHAFT' 1938 DACHAU FLUCHT 1939 PALÄSTINA                                                       | Bahnhofstraße 23 (Lage)                 | Heinz Pappenheimer (1900–) |
|              | HIER ARBEITETE IDA ILSE PAPPENHEIMER JG. 1902 FLUCHT 1939 PALÄSTINA                                                                                                 | Bahnhofstraße 23 (Lage)                 | Ida Ilse Pappenheimer (1902–) |
|              | RUTH PAPPENHEIMER JG. 1928 SCHULVERWEIS 1937 FLUCHT 1939 PALÄSTINA                                                                                                  | Bahnhofstraße 23 (Lage)                 | Ruth Pappenheimer (1928–) |
|              | SIEGFRIED PAPPENHEIMER JG. 1925 SCHULVERWEIS 1936 KINDERTRANSPORT 1939 ENGLAND                                                                                      | Bahnhofstraße 23 (Lage)                 | Siegfried Pappenheimer (1925–) |
|              | HIER WOHNTE KARL SCHIELE JG. 1898 IM WIDERSTAND VERHAFTET 1940 'RUNDFUNKVERBRECHEN' ASCHENDORFERMOOR ENTLASSEN JUNI 1942 TOT AN HAFTFOLGEN 3.4.1944                 | Hofherrnstraße 28 (Lage)                | Karl Schiele wurde am 8. Januar 1898 in Hofherrnweiler geboren. Seine Eltern waren der Gipser Johann Christian Schiele und dessen Frau Johanna Barbara. Wegen des Weltkriegs musste er seine Lehre – er wollte Gipser werden, wie sein Vater – unterbrechen und einrücken. Nach dem Krieg absolvierte er eine Ausbildung zum Heizer bei den Schwäbischen Hüttenwerken in Wasseralfingen. Am 23. Dezember 1923 heiratete er Maria geb. Ortinghorn, ebenfalls aus Hofherrnweiler. Das Paar hatte eine Tochter, Maria. Er war Mitglied der KPD, im Arbeiterturnverein, im Metallarbeiterverband und in der Roten Hilfe. Er beteiligte sich an Protesten gegen die Hitler-Partei und wurde bereits am 20. März 1933 verhaftet und in eines der ersten Konzentrationslager verschleppt, das Lager Heuberg. Er war bis 11. April 1933 ohne jede rechtliche Grundlage inhaftiert. Nach Kriegsbeginn hört er Auslandssender, um sich über die tatsächliche Lage zu informieren. Ein Sportskamerad verriet ihn unter Folter und Schiele wurde am 6. März 1940 an seinem Arbeitsplatz verhaftet. Das Sondergericht Stuttgart verurteilte ihn zu zwanzig Monaten Haft, seine Frau, die sich geweigert hatte, gegen ihn auszusagen, kam für zehn Monate in Gotteszell in Haft. Er kam in eines der berüchtigten Moorlager im Emsland und wurde im Juni 1942 entlassen – sieben Monate nach dem Ende der Haftstrafe, abgemagert zum Skelett und mit Tuberkulose. Die Lagerleitung titulierte ihn als ‚unbrauchbares Subjekt‘. Er erholte sich nicht mehr und starb nach langem Leiden am 3. April 1944 in der Heilstätte Wilhelmsstift/Überruh in Isny im Allgäu. Seine Witwe erreichte nach 1945 die Aufhebung des Urteils und seine amtliche Anerkennung als Verfolgter des NS-Regimes. Sie lebte in ärmlichen Verhältnissen in Dewangen und starb 1991. |
|              | HIER WOHNTE JOHANNES SCHNEIDER JG. 1906 IM WIDERSTAND/KPD VERHAFTET 1937 'VORBEREITUNG HOCHVERRAT' ZUCHTHAUS HOHENASBERG, DACHAU, NEUENGAMME ERMORDET 12.3.1943     | Beinstraße 22 (Lage)                    | Johannes Schneider (1906–1943) |
|              | HIER LERNTE NORBERT TUGENDHAT JG. 1896 FLUCHT 1939 FRANKREICH INTERNIERT DRANCY DEPORTIERT 1944 AUSCHWITZ HAILFINGEN/ROTTENBURG ERMORDET 2.12.1944                  | Rombacher Straße 30 (Lage)              | Norbert Tugendhat (1896–1944) |
|              | HIER WOHNTE / ARBEITETE ADAM VOGT JG. 1904 VERHAFTET 1939 SCHUHMACHEREI VERWÜSTET WEGEN 'JUDENHILFE' WELZHEIM 1943 BAUTRUPP RUSSLAND SCHICKSAL UNBEKANNT            | Schloßstraße 46 (Wasseralfingen) (Lage) | Adam Vogt (1904–) |
|              | HIER WOHNTE KURT WARTSKI JG. 1897 UNFREIWILLIG VERZOGEN WIESBADEN FLUCHT 1933 FRANKREICH, SPANIEN 1937 KOLUMBIEN                                                    | Bahnhofstraße 18 (Lage)                 | Kurt Heilbron (1897–) |
|              | HIER WOHNTE INGE WARTSKI-HEILBRON JG. 1928 UNFREIWILLIG VERZOGEN WIESBADEN FLUCHT 1933 FRANKREICH, SPANIEN 1937 KOLUMBIEN                                           | Bahnhofstraße 18 (Lage)                 | Inge Wartski - Heilbron (1928–) |
|              | HIER WOHNTE IRENE WARTSKI-HEILBRON JG. 1907 UNFREIWILLIG VERZOGEN WIESBADEN FLUCHT 1933 FRANKREICH, SPANIEN 1937 KOLUMBIEN                                          | Bahnhofstraße 18 (Lage)                 | Irene Wartski - Heilbron (1928–) |
|              | HIER WOHNTE WERNER WARTSKI-HEILBRON JG. 1927 UNFREIWILLIG VERZOGEN WIESBADEN FLUCHT 1933 FRANKREICH, SPANIEN 1937 KOLUMBIEN                                         | Bahnhofstraße 18 (Lage)                 | Werner Wartski - Heilbron (1927–) |

## Stolperschwelle
Die Stolperschwelle wurde in Wasseralfingen, in der Rosenstraße / Kolpingstraße verlegt. 
| Stolperschwelle in der Rosenstraße - Kolpingstraße | Inschrift | |
| -------------------------------------------------- | --------- | --- |
| Stolperschwelle in der Rosenstraße - Kolpingstraße | Inschrift | KZ - LAGER WIESENDORF - 1944/45 EIN AUSSENLAGER DES KZ NATZWEILER / ELSASS ZUR ERINNERUNG AN ÜBER 400 KZ - HÄFTLINGE, DIE ALS ÜBERLEBENDE DES WARSCHAUER AUFSTANDES FÜR DIE RÜSTUNGSINDUSTRIE ZWANGSARBEIT VERRICHTEN MUSSTEN. MEHR ALS 200 VON IHNEN STARBEN DURCH DIE NAZI - POLITIK VERNICHTUNG DURCH ARBEIT |

## Verlegedaten
- 21. Feb. 2018: Bahnhofstraße 18, Oesterleinstraße 10
- 3. Juli 2019: Bahnhofstraße 23, Dewanger Straße 36, Hofherrnstraße 28, Rombacher Straße 30
- 23. Okt. 2021: Pfahlstraße 2 (Treppach), Schloßstraße 46 (Wasseralfingen)